# Termas de Puyehue
Las termas de Puyehue son unas fuentes termales ubicadas en Chile, en la región de los Lagos, a 76 km al oriente de la ciudad de Osorno por la Ruta CH-215. 

## Descripción
Forma parte de las 117.000 ha del imponente parque nacional Puyehue, santuario de la naturaleza.
Esta terma igualmente se encuentra cercana a las Termas de Aguas Calientes, y el centro de esquí de Antillanca.

### Historia
Las propiedades curativas de las aguas termales ya eran conocidas por los pueblos originarios incluso por la Cultura Pitrén, cultura antecesora de los Huilliches.
Sus orígenes se remontan a 1907 cuando se forma una sociedad para mejorar la infraestructura de los baños termales. El Gerente de la Sociedad fue don Conrado Hubach, quien desarrolló un plan estratégico que permitió en octubre de 1910 construir un recinto que contaba con un magnífico hotel con capacidad para 100 personas; es así como en 1910 Conrado Hubach construye las primeras instalaciones, además de implementar un antiguo barco a vapor («El Vapor Puyehue»), el cual traslado por 30 años a los visitantes desde el sector "El Desagüe" (actual Entre Lagos) hasta la playa Puyehue.
Luis Risopatrón lo describía en su Diccionario Jeográfico de Chile de 1924:: 722 :
Puyehue (Baños de) 40° 40' 72° 10' Son medicinales, ofrecen aguas alcalinas, de siete vertientes que emanan ele un conglomerado formado por guijos, en una especie de greda amarillenta, con temperaturas que varían de 24° a 75° C i esperimentan fuertes oscilaciones con los cambios atmosféricos; la mayor parte de las aguas no tienen olor sensible, pero sí un sabor lijeramente acidulado algunas de ellas i excelente otras, disuelven bien el jabón i dan como precipitado una pequeña cantidad de yeso. Cuentan con un buen edificio para hotel i se encuentran a unos 275 m de altitud, en medio de terrenos pantanosos, con vejetacion de quila i tepú, a unos 3 o 4 kilómetros hacia el E de la costa E del lago del mismo nombre, a unos 2 km al S de la ribera del rio Golgol; a 200 o 300 m mas al S existe una rejion cubierta de pequeños manantiales, en la que basta cavar un pozo en cualquier punto de ella, para obtener agua, con temperatura variable entre 50° i 77° C. Contribuyen a formar un arroyo, con 40° C de temperatura, de unos 2 m de ancho, por 40 a 50 centímetros de profundidad. Fueron descubiertos en noviembre de 1851, por el vecino de Osorno señor Hermenejildo Molina, aunque se asegura que fueron antes conocidas de los conquistadores españoles. 1, viii, p. 218; 61, xxxiii, p. 405 i 417; i LXXXVIII, p. 206; 63, p. 483; 85, p. 172; i 155, p. 604; Baños en 134; i 156; i termas Baños de Puyehue en 68, p. 37.
Con el pasar de los años se hizo necesaria la construcción de un hotel más amplio, con capacidad para hospedar a un mayor número de personas. Fue así que entre los años 1939 y 1947 se llevó a cabo la edificación del Gran Hotel Puyehue, con una superficie de 2,65 ha